# Gehinnom

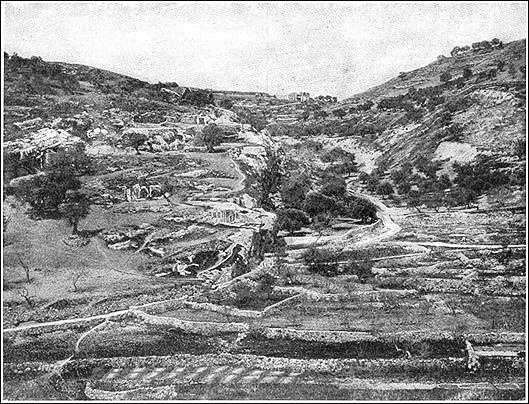
Das Tal von Ge-Hinnom um 1900

Die hebräische Bezeichnung Ge-Hinnom, seltener auch Ge-Ben-Hinnom (גֵּי־הִנֹּם oder גֵּי בֶן הִנֹּם Gej [Ben] Hinnom, deutsch ‚Schlucht [des Sohnes] Hinnoms‘) ist ein Ortsname im biblischen Juda, das in der griechischen Übersetzung des Alten Testaments (Septuaginta) teils übersetzt, teils in der gräzisierten Form Gehenna (γαιεννα) oder ähnlich (γαιβενενομ, γαι-βαναι-εννομ) wiedergegeben wurde. Spätestens seit der Zeit des Königs Hiskija (8. Jahrhundert v. Chr.) befand sich in dem Tal eine wichtige Nekropole, wie Ausgrabungen seit 1927 gezeigt haben. Heute trägt dieser Ort den Namen „Wadi er-Rababi“.

## Verwendung im Alten Testament (hebräische Bibel)
Im Gebiet der Schlucht befand sich die Grenze zwischen den Stämmen Juda und Benjamin, zwischen dem Refaim-Tal und Ejn-Rogel (Rogel-Quelle). Erstmals erwähnt wird Gehinnom im Buch Josua als tiefe, schmale Schlucht am Fuße der Mauern Jerusalems (Jos 15,8 ). Die Schlucht liegt im Süden der Jerusalemer Altstadt. Sie reicht vom Fuß des heute Berg Zion genannten Hügels in östlicher Richtung bis zum Fuß des antiken Berg Zion, heute Davidsstadt genannt, und somit bis zum Kidrontal. Zur Königszeit wurden in Gehinnom sowie in Tofet dem Moloch Kinderopfer dargebracht. Der Prophet Jeremia verurteilte mehrmals diesen Kult und sagte voraus, dass aus diesem Grund Tofet und Gehinnom „Mordtal“ genannt würden (Jer 19,6 ).
In Jes 66,24  findet sich die Prophezeiung, dass man hinausgehen werde, um (an einem nicht näher bezeichneten Ort) die Leichen derjenigen, die von Gott abtrünnig wurden, zu besichtigen. Diese unbegraben bleibenden Leichen – gemeint sind offenbar rebellische Angehörige des Volkes Israel – werden als „Ekel“ bezeichnet.

## Neues Testament
Dieses Thema der unbegraben gebliebenen Leichen wird später im Markusevangelium (Mk 9,43, 45, 47 ) wieder aufgegriffen und erst dort die ausdrücklich auf die Gehenna bezogene Aussage gemacht, dass „ihr Wurm nicht stirbt und ihr Feuer nicht erlischt“ (Mk 9,48 ).

## Bedeutungswandel

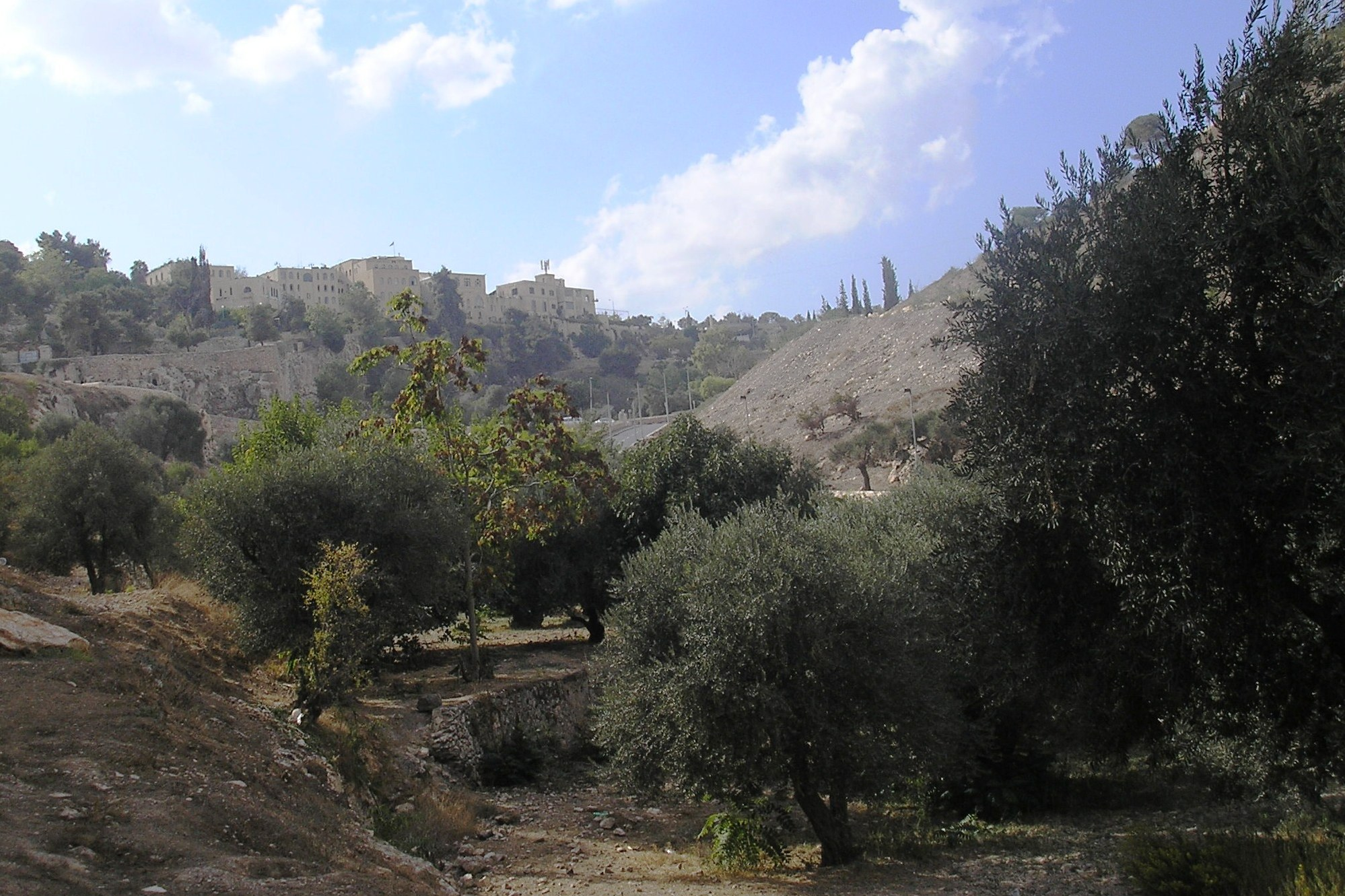
Das Hinnomtal, heute

In der hellenistischen Epoche wurde der Name der Schlucht in prophetischen Texten auf ein als Strafort gedachtes Totenreich übertragen. Dieser Bedeutungswandel ist in den Quellen nicht in allen seinen Schritten belegt, doch lässt sich der Vorgang ungefähr rekonstruieren. Nach einer Hypothese von Lloyd R. Bailey bildete den Ausgangspunkt eine Kultstätte der chthonischen (in der Erdtiefe waltenden) Gottheit Moloch im Hinnomtal. Altäre wurden nach einem verbreiteten Brauch möglichst an Orten errichtet, die als Kontaktpunkte (Heiligtum) zum Reich des betreffenden Gottes geeignet waren, weil sie sich nach Ansicht der Gläubigen in der Nähe dieses Reichs befanden oder gar dessen Eingangspforte bildeten. Die Kultstätte im Hinnomtal, wo das Blut der geopferten Menschen und Tiere zur Erde geleitet wurde, war demnach in der Vorstellung der Opfernden der Eingang zu einem unterirdischen Totenreich. Dieses erhielt daher seinen Namen von dem Ort, an dem sich sein Eingang befand.
Die eschatologische Konnotierung des Tales als Ort einer künftigen Bestrafung Verstorbener knüpft an Jeremia 7,30-34  an, wo der Molochkult im Hinnomtal als Grund für eine künftige Strafe genannt wird. (Eine Deutung bezieht diese Prophetie auf die Eroberung Jerusalems durch Nebukadnezar II. Dieser Text ist nach Meinung einiger Wissenschaftler demzufolge erst nach der Katastrophe der Eroberung entstanden. Sein Verfasser legt dieser Meinung zufolge die Prophezeiung Jeremia in den Mund, womit er beabsichtigt, erfahrenes Unheil als Strafe zu interpretieren.) Durch diese Prophetie Jeremias wird damit erstmals das bisher nur als Schauplatz vergangener Vergehen bekannte Tal zum Ort einer künftigen Strafe. Die dabei gewählten Formulierungen kündigen das zu erwartende Unheil so an, dass es zu jedem späteren Zeitpunkt als Ansage noch immer bevorstehender Strafen gedeutet werden konnte. Die offene Formulierung ermöglichte es den Lesern, ihre Gerichtserwartung immer weiter in die Ferne und schließlich bis ans Ende der Geschichte zu rücken. Dieser Prozess der Eschatologisierung vollzog sich dann in den Apokryphen zum Alten Testament. Im apokryphen Äthiopischen Henochbuch (3./2. Jahrhundert v. Chr.) wird das Hinnomtal nicht namentlich genannt, ist aber offensichtlich in den Beschreibungen eines künftigen Bestrafungsorts nach dem Gottesgericht gemeint. Dort ist von einem von Feuer erfüllten Abgrund die Rede (1 Enoch 90,26). Im 4. Buch Esra und in den Sibyllinischen Orakeln (um 100 n. Chr.) wird die Gehenna ausdrücklich als Ort für die künftige Bestrafung der Übeltäter bezeichnet. Die Bestrafung soll gemäß Gottes Urteil nach einer leiblichen Auferstehung erfolgen.
In der rabbinischen Literatur finden sich zwei Vorstellungen von Gehenna als Ort einer von Gott verhängten Strafe. Die eine geht von einer Auferstehung der Toten und einem anschließenden Gerichtsurteil aus; die Übeltäter werden zur Vergeltung für ihre Sünden in die Gehenna geschickt, die materiell aufgefasst wird. Dem anderen Konzept zufolge ist die Gehenna eine spirituelle Hölle für die Seelen, die jeweils unmittelbar nach dem Tod des Menschen dort ihre reinigenden Strafen empfangen. Die Bestrafung wird in der rabbinischen Literatur für manche der von ihr Betroffenen als befristet, für andere als ewig betrachtet. Die Letzteren werden im Talmud als „Kinder der Gehenna“ bezeichnet. Die Vorstellung, dass der Aufenthalt in der Gehenna in der Regel ein Jahr dauere, führte im Judentum zu dem Brauch, dass das Kaddisch-Gebet von den Hinterbliebenen während des ersten Jahres nach dem Tod ihres Angehörigen täglich gesprochen wurde, damit so dessen dortiges Verweilen erleichtert werde, obwohl viele Rabbiner dies als Aberglauben ablehnten. Als schlimmster Teil der Gehenna gilt, im babylonischen Talmud, Zōʾā Rōṯaḥaṯ (hebräisch צוֹאָה רוֹתַחַת), wo demnach Bileam, Jesus und Titus gepeinigt würden (die beiden Ersten mit kochenden Sperma bzw. Kot). Maimonides führt in seiner Abhandlung zu Kapitel 10 (Perek Helek) des Mischnatraktates Sanhedrin allerdings aus, dass es sich bei den Erzählungen bezüglich der Gehenna in der rabbinischen Literatur um pädagogisch motivierte Erfindungen handle, welche die als noch unreif angesehene Menschheit zur Einhaltung der Gebote der Tora anhalten sollten. Tatsächlich gebe es gemäß der jüdischen Religion keine Gehenna in Form einer Hölle, sondern nur eine Vernichtung der Seele als schlimmste Strafe für die Ungerechten.
Laut dem Talmud soll im Hinnomtal zwischen zwei Palmen ein Erdloch sein, aus dem Rauch aufsteigt; dieses Loch wird als „Eingang zum Gehinnom“ bezeichnet. Diese Vorstellung wird Rabbi Jochanan ben Sakkai (gestorben um 80 n. Chr.) zugeschrieben.

## Neues Testament
Im griechischen Text des Neuen Testaments erscheint das Wort in der Form „gehenna“ (γέεννα), dem das aramäische gêhinnam zugrunde liegt, mit Wegfall des auslautenden -m, wie es schon in der Septuaginta gelegentlich durch die Transkription γαιεννα (Jos 18,16 Unziale B) belegt und auch aus der Entwicklung des Namens Mirjam zu Μαρια „Maria“ bekannt ist.
Das Wort erscheint im Neuen Testament an elf Stellen der Evangelien (siebenmal bei Matthäus, dreimal bei Markus, einmal bei Lukas) in der Wiedergabe von Aussprüchen Jesu und einmal im Brief des Jakobus.
In den Aussprüchen Jesu wird es traditionell mit „Hölle“ übersetzt und als realer oder metaphorisch zu verstehender Schauplatz einer Bestrafung an Leib und Seele (Mt 10,28 ; Lk 12,5 ) gedeutet. Gehenna ist der Ort, wo der „Wurm nicht stirbt und das Feuer nicht erlischt“ (Mk 9,44 ). Unter denen, die nicht das Reich des Himmels erlangen werden, sondern dem Gericht der Gehenna (Mt 23,33 ) verfallen, werden diejenigen genannt, die ihren Bruder als „Narr“ bezeichnen (Mt 5,22 ), sowie besonders die heuchlerischen Schriftgelehrten und Pharisäer (Mt 23,29 ). Derjenige, der ihnen in der Abkehr vom Himmelreich folgt, wird mit der aus dem Talmud bereits bekannten Formel als „Sohn der Gehenna“ bezeichnet, „der doppelt so schlimm ist wie ihr (d. h. die Schriftgelehrten und Pharisäer) selbst“ (Mt 23,15 ).
Im Jakobusbrief erscheint die Gehenna im Zusammenhang mit der metaphorischen Vorstellung von der Macht der Zunge, die, von der Gehenna „in Brand gesetzt“ (Jak 3,6 ), ihrerseits durch sündiges Reden wie die Ursache eines Waldbrands wirken und „das Rad des Lebens in Brand“ setzen kann.
Der Talmudforscher Chaim Milikowsky plädiert für die Annahme, dass im Neuen Testament Hades und Gehenna als Synonyme verwendet werden. Davon ausgehend weist er auf Unterschiede zwischen zwei Vorstellungen von der Gehenna bzw. Hades im Neuen Testament hin. Der einen Vorstellung liegt die Darstellung im Matthäusevangelium, der anderen diejenige im Lukasevangelium zugrunde. Bei Matthäus erscheint die Gehenna als Ort einer Bestrafung nach dem Weltende, die Körper und Seele zugleich betrifft; bei Lukas ist an eine Bestrafung der Seele im Hades schon unmittelbar nach dem Tod gedacht. Demnach finden sich auch im Neuen Testament die beiden unterschiedlichen aus der rabbinischen Literatur bekannten Konzepte. Damit wendet sich Milikowsky gegen die Auffassung des Neutestamentlers Joachim Jeremias. Jeremias nimmt für das Neue Testament einen durchgängig konsequenten Sprachgebrauch mit scharfer Trennung von Gehenna und Hades an (Hades als Aufenthaltsort während der Zwischenzeit zwischen Tod und künftiger allgemeiner Auferstehung, Gehenna als ewiger Aufenthaltsort der im Jüngsten Gericht Verdammten).

## Koran
Die arabische Entsprechung im Koran ist Dschahannam.

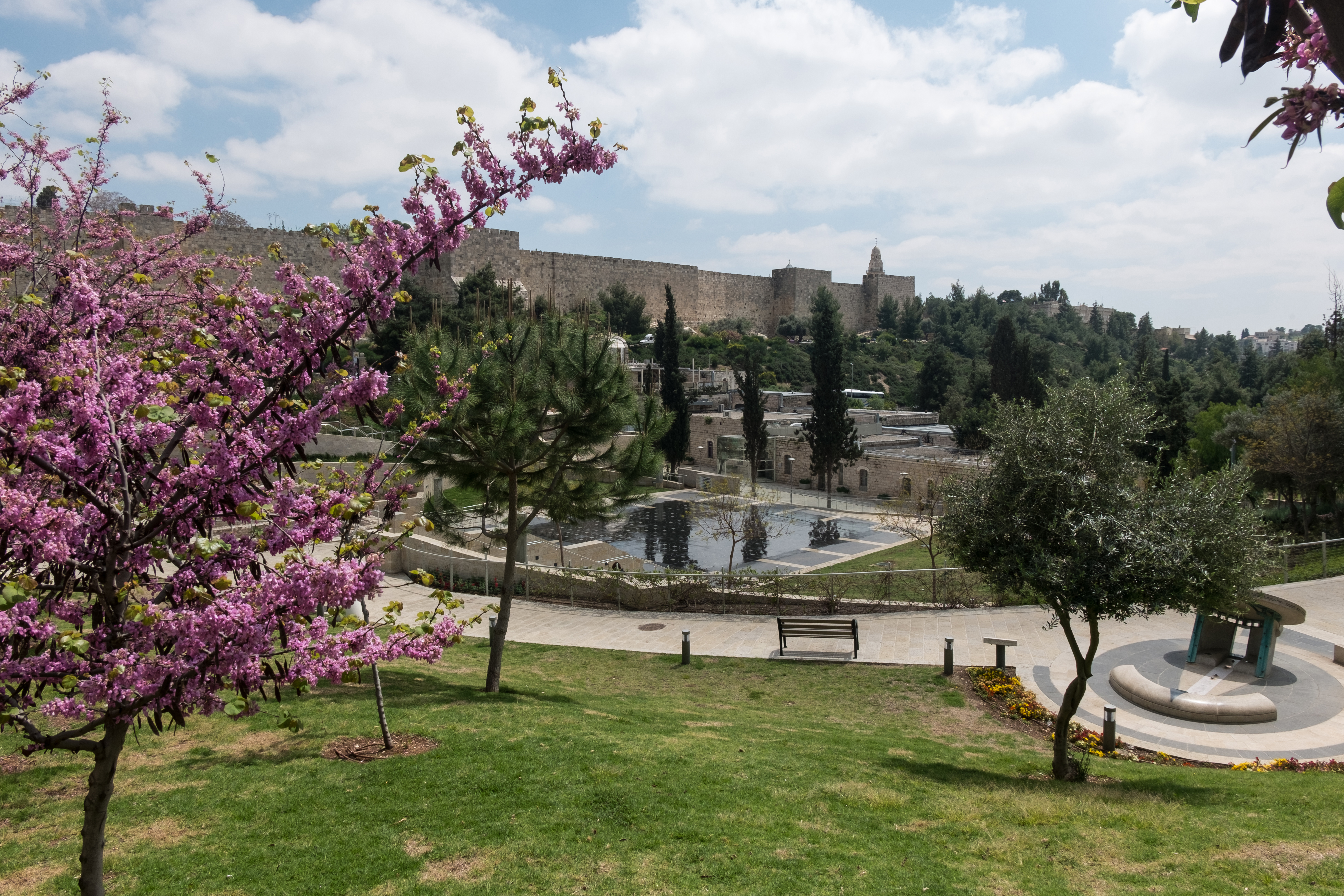
Blick durchs Gehinnom mit Teddy-Park hinauf zu den Mauern der Altstadt Jerusalems, 2016

## Anlagen im Tal
Das zentral gelegene Tal wird von der Landstraße nach Hebron () gequert, an der sich ein Sabil Süleymans des Prächtigen aus dem Jahr 1536 befindet (1978 restauriert). Jüngeren Datums ist das Merrill Hassenfeld Amphitheater auf dem Boden des Sultansteichs, der sommers trockenfällt. Im nördlichen Tal befindet sich der Teddy-Park (nach dem langjährigen Bürgermeister Teddy Kollek) und die Töpfergasse, eine Ladenzeile mit Werkstätten und Geschäften von Kunsthandwerkern.